# Jhonny Fernández
Max Jhonny Fernández Saucedo (ur. 21 marca 1964 w Santa Cruz) – boliwijski polityk, w latach 1995–2002 i od 2021 burmistrz Santa Cruz, od 1996 lider partii Unidad Cívica Solidaridad.

## Życiorys
Jest synem polityka i przedsiębiorcy branży browarniczej Maxa Fernándeza Rojasa i Carlindy Saucedo Espinozy. Uczęszczał do prywatnej szkoły średniej, studiował elektronikę w Buenos Aires. W latach 1989–1991 był radnym Santa Cruz. W 1995 wybrany burmistrzem miasta, zdobywając około 51% głosów, w 2000 roku uzyskał reelekcję. W latach 1995–2002 był dyrektorem wykonawczym firmy Cervecería Boliviana Nacional. 15 marca 1996 został liderem partii Unidad Cívica Solidaridad założonej przez jego ojca, w 2002 z jej ramienia kandydował na prezydenta państwa. W latach 2015–2021 ponownie sprawował mandat radnego miejskiego, w 2021 powrócił na fotel burmistrza Santa Cruz, uzyskując w wyborach 35,41% głosów.